# Новинское (Московская область)
Но́винское — деревня в составе сельского поселения Ташировское Наро-Фоминского муниципального района Московской области. Основана в XVII веке. Первоначальное название деревни — Новая.

## Географические данные
Новинское расположено вдоль левого берега реки Плесенки и её запруженной части, в 15 км от районного центра города Наро-Фоминска.
Ближайшие населённые пункты: деревни Литвиново, Таширово, Детенково, Пашково, Любаново, Чешково.
В пятидесяти метрах[уточнить] от Новинского расположено одноимённое деревне СНТ «Новинское», созданное в 1994 году, и в административном плане не имеющее отношения к деревне.

## История
Новинское было основано в XVII веке. Изначально деревня называлась Новой — этот ойконим просуществовал до конца XVIII века, когда поселение получило ныне существующее название.
С конца XVII столетия и вплоть до крестьянской реформы 60-х годов XIX века Новинское входило в состав Литвиновского имения, принадлежавшего князьям Щербатовым, род которых берёт своё начало от легендарного князя Рюрика. На протяжении трёхсот лет Новинское являлась самым крупным крестьянским поселением этого имения.
В середине XVIII века в течение непродолжительного времени деревней владел князь Николай Михайлович Голицын (1729—1799), затем Новинское вновь перешло к роду Щербатовых.
Во время Отечественной войны 1812 года деревня значительно пострадала от действий французских мародёров — многие крестьянские дома были сожжены.
Во второй половине XIX века стараниями и на средства княгини Софьи Степановны Щербатовой (1798—1885) в Новинском была обустроена больница, которая функционировала в перестроенном виде до 60-х годов XX века. Князья Щербатовы выделяли деньги как на содержание этой больницы, так и на оплату работы врача и фельдшера вплоть до революции 1917 года.
С 70-х годов XIX века и до Октябрьской революции 1917 года в Новинском работали частные шерсто-прядильно-ткацкая фабрика и небольшой кирпичный заводик.
В период коллективизации в Новинском было проведено раскулачивание и был создан колхоз, впоследствии вошедший в состав более крупного Ташировского колхоза.
С 1929 по 1931 год в деревне проживала инокиня Магдалина (Забелина Мария Сергеевна, 1863—1931), прославленная в 2008 году в лике Преподобномученицы и сопричисленная к Собору Новомучеников и Исповедников Российских. 29 мая 1931 г. монахиня Магдалина была осуждена тройкой ОГПУ на пять лет лагерей «за антисоветскую деятельность» и скончалась во время этапа в Казахстан.
В начале 1930-х годов, во время массового голода в СССР, население Новинского значительно пополнилось беженцами из пострадавших районов соседней Калужской области.
В годы Великой Отечественной войны, с конца октября 1941 г. и до начала января 1942 г., Новинское было оккупировано немецкими войсками. В ноябре 1941 г. все жители, включая стариков и женщин с грудными детьми, были изгнаны из своих домов и этапированы под конвоем в город Боровск Калужской области. Впоследствии большинство жителей были освобождены частями Красной Армии, и самостоятельно вернулись в полуразрушенную деревню.
На протяжении всех этих месяцев северо-западнее и северо-восточнее Новинского шли ожесточённые бои между подразделениями советской 33-й армии и немецкой 4-й армии. В ноябре-декабре 1941 г. и январе 1942 г. деревня и её окрестности неоднократно подвергалась артиллерийскому и авиационному обстрелам со стороны Красной Армии.

На территории деревни до сих пор имеется захоронение немецких военнослужащих.
После освобождения Новинского от оккупантов восстановление деревни легло на плечи женщин и детей. Весной 1942 года ввиду полного отсутствия лошадей и крупного рогатого скота женщины были вынуждены пахать колхозные земли на себе.
В 1960-х годах новинская больница была перепрофилирована в санаторий для детей, проходивших здесь профилактическое лечение от туберкулёза. В середине 1970-х годов санаторий закрыли, а деревянное здание полностью разобрали в начале 1980-х годов.
В конце 1970-х годов западнее Новинского и ниже по течению реки Плесенки была сооружена железобетонная дамба. В результате этого на территории, прилегающей к деревне, образовался Новинский (Плесенский) пруд, вода из которого использовалась для полива полей Ташировского совхоза. В настоящее время рядом с дамбой обустроен песчаный пляж.
В конце XX века деревня вышла за черту своей исторической территории — строительство домов стало осуществляться за юго-западной границей старого Новинского параллельно реке Плесенке.

## Население
| 2002 | 2006 | 2010 |
| ---- | ---- | ---- |
| 12   | ↗22  | ↗61  |

Согласно данным переписи, проведённой в июле-августе 2012 года, численность населения исторической части Новинского в весенний, летний, осенний периоды, а также в праздничные и выходные дни в зимнее время составляет 612 человек, из которых 81 человек проживает в Новинском постоянно.
Число официально зарегистрированных жителей в Новинском: 61.

## Духовная жизнь
Большинство жителей деревни являются православными христианами.
Исторически жители Новинского были прихожанами храма Успения Пресвятой Богородицы в Литвинове, возведённого в 1710 г., закрытого советскими властями в середине 1930-х годов и уничтоженного летом 1965 г..
Успение Богородицы (15(28) августа) до сих пор считается в Новинском престольным Праздником и отмечается местными жителями как День деревни.
Часть жителей является прихожанами храма Преображения Господня в Слепушкине, а также церкви Покрова Пресвятой Богородицы в Таширове.

## Планировка и архитектура
Вплоть до 90-х годов XX века в Новинском сохранялась традиционная планировка поселения, сформировавшаяся ещё в XVII—XVIII столетиях, — дома располагались по обе стороны от Центральной улицы и параллельно берегу реки Плесенки.
В 1990-х годах Центральная улица была продлена и частично расширена. Строительство частных домов на новой территории, прилегающей к деревне, изменило планировку — к юго-западу от деревни появились новые улицы.
Первые кирпичные дома были возведены в Новинском только в 1990-х годах, до этого времени все строения в деревне были исключительно деревянными.
В частично изменённом виде в Новинском сохранились несколько домов, построенных на рубеже 20-30-х годов XX века. Их украшением являются резные наличники, выполненные в технике традиционного русского узорочья.
В одном из домов до сих пор сохранена планировка типичного крестьянского дома XIX-начала XX веков, в котором под одной крышей располагаются и изба, и двор для мелкого скота и птицы.
До 2020 года покрытие деревенских улиц было грунтово-щебневое, содержание дорог происходило исключительно на средства жителей Новинского. В 2019 году деревня Новинское была признана одним из победителей в голосовании на сайте «Добродел» и в 2020 году в Новинском впервые за почти 400 лет с момента основания появилась асфальтовая дорога.

## Инфраструктура
В Новинском отсутствуют какие-либо медицинские, социальные, культурные, учебные и производственные учреждения. В 2022 году на въезде в деревню открыт небольшой магазин. В деревне нет централизованного водоснабжения и канализации, отсутствует газоснабжение.
В Новинском имеются детская и волейбольная площадки, небольшой детский пляж. В 2023 году рядом с Новинским построена вертолетная площадка.

## Местное самоуправление
Поддержание инфраструктуры Новинского осуществляется Советом деревни и старостой, которые избираются на общем собрании жителей деревни.

## Достопримечательности

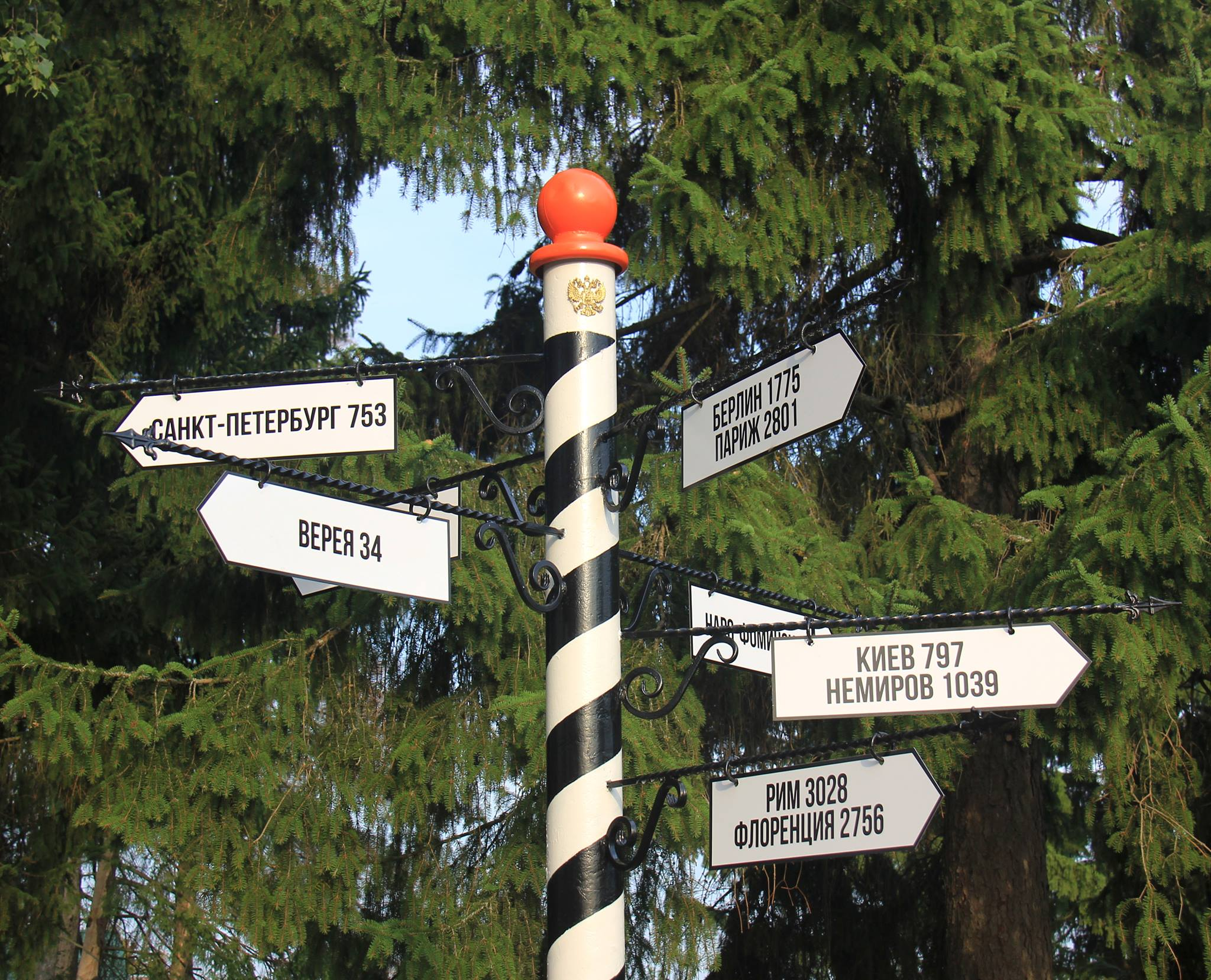
Верстовой столб в деревне Новинское, Наро-фоминский район, Московская область

Основной достопримечательностью деревни является окружающий её природный ландшафт: естественный хвойно-лиственный лес, поля, использующиеся в сельскохозяйственных целях с XVII до начала XXI века, и искусственный Новинский (Плесенский) пруд, который в последние годы начинают в публикациях называть «Ташировское водохранилище» по названию расположенного с другой стороны пруда села Таширово.
В 2018 году в 390-летнюю годовщину основания деревни на центральной площади Новинского был установлен верстовой столб, стрелы которого указывают на города, с которыми связана история Новинского.

## Транспортное сообщение
Новинское связано с районным центром Наро-Фоминском через деревню Литвиново.
От железнодорожной станции Нара Киевского направления Московской железной дороги до остановки «Литвиново» следует общественный транспорт: автобусы № 23, № 26, № 29.
Далее — около 1,5 км пешком через лесной массив или по дороге, ведущей к деревне.
Проезд автомобильным транспортом к деревне Новинское осуществляется по бетонной дороге протяжённостью 1,5 км, ведущей от автодороги, которая соединяет Кубинское шоссе с Вереёй.